# Makoko
Makoko je slum v nigerijském velkoměstě Lagosu. Nachází se na západním pobřeží Lagoské laguny v blízkosti mostu Third Mainland Bridge. 
Makoko bývá nazýváno „Africké Benátky“. Asi polovina jeho obyvatel obývá domy na kůlech postavené na pobřežní mělčině, mezi nimiž se pohybují na primitivních člunech. Chybí zde kanalizace a veškerý odpad končí ve vodách laguny. Obyvatelé se živí převážně rybolovem, těžbou stavebního písku a výrobou soli. V roce 2007 byl publikován výsledek sčítání, podle něhož žilo v Makoku 85 000 obyvatel. Skutečný počet je však podle sociálních pracovníků podstatně vyšší, neboť mnoho obyvatel Makoka není nikde úředně přihlášeno. Na základě objemu spotřebované vody bylo odhadnuto, že slum obývá okolo 250 000 osob.
Makoko je osídleno od devatenáctého století. Původními obyvateli byli Oguové, kteří se postupně smísili s přistěhovalci z jiných částí Nigérie i ze sousedních zemí. Ve slumu je velmi nízká životní úroveň, avšak díky dobře fungující komunitní samosprávě je zde kriminalita nižší než v jiných částech Lagosu. O zlepšení životních podmínek usiluje dobročinná organizace CEE-HOPE, kterou založila Betty Abahová. Podle odhadů je nejméně čtvrtina obyvatel Makoka negramotná, v roce 2013 byla proto zřízena plovoucí škola pro místní děti, kterou navrhl Kunlé Adeyemi z ateliéru NLÉ.  Na financování projektu se podílel Rozvojový program OSN a Nadace Heinricha Bölla. Budova školy byla zničena při bouři v roce 2016 a výuka nebyla obnovena.
Lagoská radnice představila plán Eko Atlantic, podle něhož má být slum zlikvidován a část laguny zasypána, aby vznikly stavební parcely pro modernější bydlení. V červenci 2012 byly proto tisíce obyvatel Makoka za asistence armády vysídleny, aniž by dostaly náhradní ubytování. Následovala vlna násilných protestů, která vedla k pozastavení projektu. V roce 2017 rozhodl nigerijský soud, že vystěhování bylo nezákonné, postižení však nebyli odškodněni.